# تاريخ الشغدري
تاريخ قبائل الشغدري في اليمن
قبائل الشغدري من القبائل اليمنية المعروفة قديماً وحديثاً حيث تعتبر من أقدم القبائل في الجزيرة العربية اليمينة وتمتد القبيلة في المناطق الوسطى للجمهورية اليمنية المحادة للعاصمة صنعاءحيث وتعتبر قبائل الشغدري من أهم القبائل اليمنية المعروفة في المنطقة الوسطى لليمن والتي شهد لها التاريخ العربي اليمني بالكرم والشجاعة والحكمة التي تمتع بها وجاهاتها وزعمائها كما يشهد للقبيلة قوة حضورها في اغلب المواقف القبلية في المنطقة الوسطى وكذا وقوفها الواضح في القضايا المصيرية التي تخص المنطقة ككل والقبيلة خصوصا كما يشهد لها التاريخ التاريخ بوقوفها في وجه الغزو الخارجي من خلال وضوح مواقفها ودفاعها عن العرض والأرض اليمنية وإرسال ابنائها لجبهات القتال لمواجهة أي عدوان. حيث وقد كان لقبائل الشغدري نصيب الأسد ودوراً بارزاً في دحر جبروت الإمامة والمشاركة في قيام الجمهورية العربية اليمنية..
كما تذكر بعض المصادر والروايات التاريخية لنسب القبيلة بأنه كان هناك مملكة تحمل اسماً لقبائل (الشغدري) قديماً لا يعرف مكانها بالتحديد. ولكن هناك بعض الروايات تقول بأنها كانت تتواجد في الجهة الشرقية #لمحافظة_ذمار. ما يسمى بمديرية #الحداء حالياً. حيث تتواجد حالياً عدة مناطق يسكنها (#الشغدري) والسبب في ذلك العوامل البيئية والكوارث الطبيعية التي أدات إلى تنافر وهجرة قبائل (#الشغدري) إلى مناطق عدة. بحثاً عن حياة أمنه ومستقرة..
وبالتحديد تتواجد أسر (#الشغدري) حالياً. بالمنطقة الشرقية لمحافظة ذمار «الحداء حالياً» والمنطقة الجنوبية مناطق زُوبيد..